# Rock Hard
Rock Hard (или RockHard) — ежемесячный музыкальный журнал о рок- и метал-музыке, выпускающийся в Дортмунде, Германия. Основан в 1983 году. Одноимённые журналы издаются дочерними предприятиями по всему миру, в том числе во Франции, Испании, Бразилии, Португалии, Италии и Греции. Является самым популярным журналом о метал-музыке в Германии после немецкого издания журнала Metal Hammer. Немецкий новостной журнал Der Spiegel назвал Rock Hard центральным органом фанатов хэви-метала в Германии; другие окрестили журнал «культовым».

## История
Журнал основан в 1983 году Хольгером Стратманом (нем. Holger Stratmann), с 1989 года издаётся ежемесячно. С 1990 по 2014 год главным редактором являлся Гётц Кюнемунд (нем. Götz Kühnemund). В 2014 году он вместе с некоторыми другими редакторами был вынужден покинуть журнал по финансовым причинам и из-за расхождения во мнениях с основателем журнала. Кюнемунд, широко известный даже за пределами немецкой хэви-метал сцены, стремился сохранить то, что он называл «настоящим хэви-металом» вместо того, чтобы идти более коммерчески оправданным путём, открыв журнал для различных поджанров метала. Уход Кюнемунда сравнивался с «уходом попа из церкви». Позже Кюнемунд основал свой журнал, названный Deaf Forever. Новыми главными редакторами стали Борис Кайзер (нем. Boris Kaiser) и Михаэль Ренсен (нем. Michael Rensen). Начиная с февраля 2016 года главным редактором стал Борис единолично, в то время как Михаэль вновь стал обычным редактором.

## Дочерние проекты
C 1990 года редакторы журнала так же организовывают фестиваль Rock Hard Festival, сначала на нерегулярной основе, а с 2003 года — ежегодно в Гельзенкирхене. Фестиваль транслируется новостным изданием Spiegel online (интернет-версией Der Spiegel) и телеканалом WDR на передаче Rockpalast.
У журнала есть собственный музыкальный канал на видеопортале Putpat.tv. Также журнал выпустил собственное мобильное приложение в дополнение к журналу, которое доступно через iTunes и Google Play. Подобной тактики в последние годы придерживаются все музыкальные журналы Германии, концентрируя основной бизнес на печатном издании и используя онлайн-сектор для продвижения журнала с помощью дополнительных сервисов.